# 东涌镇 (广州市)
22°53′04.85″N 113°27′18.07″E / 22.8846806°N 113.4550194°E
东镇是中国广东省广州市南沙区下辖的一个镇级行政区。2019年中国百强乡镇第83名。

## 历史地理

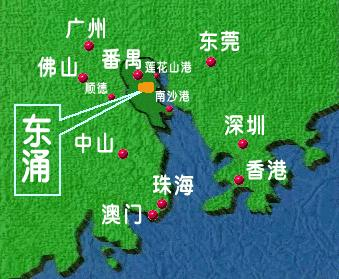
東涌位置圖

据记载，东涌这一自然村落，约在12世纪的北宋末年形成。据传，明代末期，在市桥东南浮露出“沙鼻沙”（因形似鼻子的沙洲命名）。清雍正时，人们在沙脊围垦出吉祥围（以祈愿命名），吉祥围的东面是一条深水槽，因方位命名为“东涌”。随着围内田向四周扩展，东涌也就成为沟通各围田的纽带，“东涌”逐渐演变成地片名称。集市所在地则称东涌街，民国期间到1952年东涌街一带立为沙鼻乡。1953年，分设东涌、石基、石排三条乡。1958年先属灵山公社，后属鱼窝头公社，1961年7月设置东涌公社，1984年为东涌区，1987年改镇。
现在的东涌镇地处珠江三角洲腹部，位于广州市南沙区的北部，番禺区的东南方，地处亚热带海洋季风气候区，气候温暖湿润，树木常青，地貌为典型的珠三角冲积平原，河网密布，有蕉门水道、馏岗水道、沙湾水道等。北连广州新规划都会区，南邻港澳65海里，距南沙区府、莲花山口岸分别是18公里和28公里。

## 轄區範圍
东涌镇原由番禺区管辖，2012年11月30日移交给南沙区，并在翌日零时起管辖。
东涌镇下辖以下地区：
东涌社区、鱼窝头社区、石基村、大稳村、东涌村、南涌村、东导村、官坦村、石排村、庆盛村、三沙村、沙公堡村、天益村、鱼窝头村、东心村、万洲村、长莫村、细沥村、马克村、小乌村、大简村、太石村、大同村和西樵村。
（番禺区政府于2006年起撤销鱼窝头镇，将其行政区域并入东涌镇。调整后，东涌镇管辖原辖区的石基、大稳、东涌、南涌、东导、官坦、石排、庆盛、三沙、沙公堡、和原鱼窝头镇的鱼窝头的村民委员会和社区居民委员会。）

## 海陆交通
东涌镇内有南沙大道、市南路、黄榄快线、南沙港快速路、广珠东线高速公路、广州南二环高速公路、广州地铁四号线及广深港高速铁路等，至广州机场需时40分钟，深圳机场30分钟；此外，镇内有蕉门水道，馏岗水道、沙湾水道环绕南北，是穗、港、澳交通枢纽，500吨级货船均可不受潮汐限制通航。

### 地铁
█4号线：东涌站、庆盛站